# IC 4328
IC 4328 је спирална галаксија у сазвјежђу Хидра која се налази на листи објеката дубоког неба у Индекс каталогу.
Деклинација објекта је - 29° 56' 14" а ректасцензија 13h 49m 2,8s. Привидна величина (магнитуда) објекта IC 4328 износи 14,1 а фотографска магнитуда 14,9. IC 4328 је још познат и под ознакама ESO 445-45, PGC 49023.